# آمن للنوم

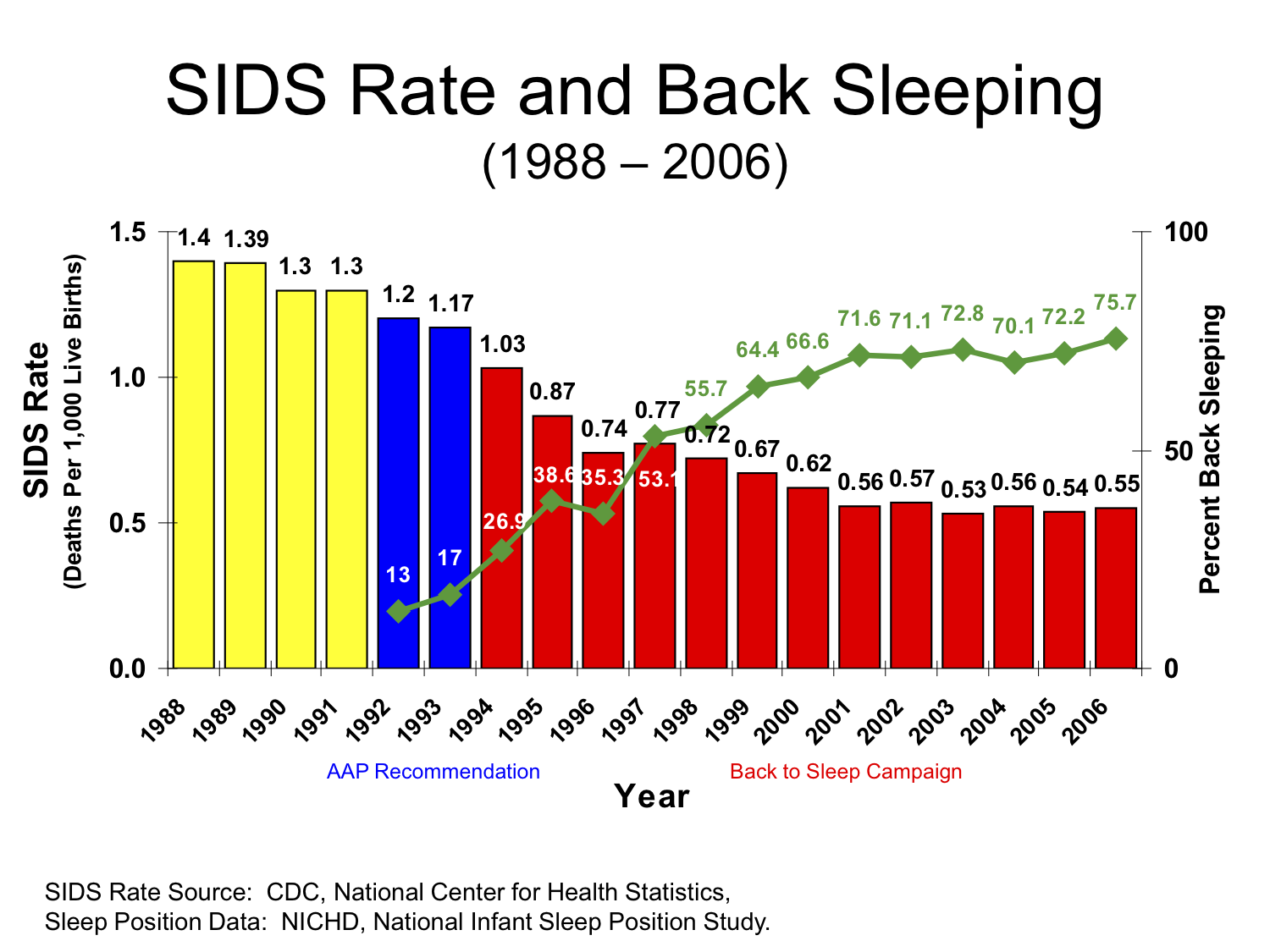

آمن للنوم هي حملة كانت تعرف سابقا باسم حملة العودة إلى النوم، وهي مبادرة مدعومة من قبل المعهد الوطني الأمريكي لصحة الطفل والتنمية البشرية (NICHD) في المعاهد الوطنية الأميركية للصحة لتشجيع الآباء لأطفالهم الرضع أن يناموا على ظهورهم (موقف ضعيف) للحد من مخاطر متلازمة موت الرضع المفاجئ، أو SIDS. ومنذ إطلاق مبادرة «السلامة في النوم» في عام 1994، انخفض عدد SIDS لأكثر من 50 في المائة. 

## التاريخ
في عام 1992 أصدرت الأكاديمية الأمريكية لطب الأطفال(AAP) توصية بان ينام الأطفال على ظهورهم أو على الجانبين للحد من خطر SIDS (تم مراجعة العبارة عام 1996 وعُدلت بالقول ان النوم على الظهر فقط أأمن). أطلق NICHD حملة «العودة إلى النوم» في عام 1994 لنشر الرسالة.
وقد نجحت الحملة حيث أنها خفضت إلى حد كبير نسبة الأطفال الذين ينامون على بطونهم (وهم عرضة). وقد وجد أن نسبة كبيرة من الأميركيين الأفارقة الأطفال ما زالوا ينامون على بطونهم. وفي عام 1999 الأطفال من اصول أفريقية-أمريكية كانوا أكثر عرضة 2.2 مرات للموت من الأطفال البيض. وهكذا، قامت وزيرة الصحة والخدمات الإنسانية دونا شالالا وتيبر غور بإعادة تركيز حملة «العودة إلى النوم» على أطفال الأقليات.

## الحملة
في عام 1985، أفاد ديفيس أنه في هونغ كونغ، حيث كانت العادة الصينية الشائعة في وضعية نوم الرضيع (وجهه لأعلى)، كانت SIDS مشكلة نادرة. في عام 1987، بدأت هولندا حملة تنصح الآباء بوضع أطفالهم حديثي الولادة للنوم على ظهورهم (وضعية الاستلقاء) بدلاً من بطونهم (وضعية الانبطاح). تبع ذلك حملات وضع نوم ضعيف للرضع في المملكة المتحدة (مثل «العودة إلى النوم» )، ونيوزيلندا، وأستراليا في عام 1991، والولايات المتحدة والسويد في عام 1992، وكندا في عام 1993.  ينام الأطفال الرضع بسرعة أثناء النمو المبكر. يتضمن هذا التطور زيادة في النوم غير السريع لحركة العين (نوم NREM) والذي يُطلق عليه أيضًا النوم الهادئ (QS) خلال الأشهر الإثني عشر الأولى من الحياة بالاشتراك مع انخفاض في النوم السريع لحركة العين (نوم REM) والذي يُعرف أيضًا كنوم نشط بالإضافة إلى ذلك، يظهر نوم الموجة البطيء (SWS) الذي يتكون من المرحلة 3 والمرحلة 4 نوم NREM في شهرين من العمر [12] [13] [14] [15] وهو أن بعض الأطفال لديهم عيب في جذع الدماغ مما يزيد من خطر عدم القدرة على الإثارة من SWS (يسمى أيضًا النوم العميق) وبالتالي لديهم خطر متزايد من SIDS بسبب زيادة قدرتهم على إثارة SWS. [8]
  أظهرت الدراسات أن الخدج، [16] [17] الرضّع الناضجين، [18] [19] والرضع الأكبر سنًا [20] لديهم فترات زمنية أكبر من النوم الهادئ ويزيدون أيضًا من وقت اليقظة عندما يكونون في وضع يمكنهم من النوم على المعدة. في كل من الرضع والفئران البشرية، ثبت أن عتبات الإثارة تكون عند مستويات أعلى في تخطيط كهربية الدماغ (EEG) أثناء نوم الموجة البطيئة. [21] [22] [23]